# Colônia de Fiji
Colônia de Fiji foi uma colônia britânica que existiu entre 1874 a 1970. O Reino Unido recusou a sua primeira oportunidade de anexar Fiji em 1852. Ratu Seru Epenisa Cakobau havia oferecido ceder as ilhas, sujeito a de ser autorizado a conservar o seu título Tui Viti (Rei de Fiji), uma condição inaceitável tanto para os britânicos como para muitos de seus chefes conterrâneos, que o consideravam apenas como primus inter pares, se tanto. Dívidas acumuladas e ameaças da Marinha dos Estados Unidos levaram Cakobau a estabelecer uma monarquia constitucional com um governo dominado pelos colonos europeus em 1871, na sequência de um acordo com a Australian Polynesia Company para pagar suas dívidas. O colapso do novo regime levou-o a fazer uma outra oferta de cessão em 1872, que os britânicos aceitaram. Em 10 de outubro de 1874 começariam os 96 anos de domínio britânico  em Fiji.
O país permaneceu como colônia britânica até 1970. Nesse ano, o Domínio de Fiji tornaria-se um país independente com a rainha britânica como chefe de Estado. Depois de um golpe de Estado em 1987, foi proclamada a República.